# Élections départementales de 2015 dans la Nièvre
Les élections départementales ont lieu les 22 et 29 mars 2015.

## Contexte départemental

### Assemblée départementale sortante
Avant les élections, le conseil général de la Nièvre est présidé par Patrice Joly, (PS). Il comprend 32 conseillers généraux issus des 32 cantons de la Nièvre.
Après le redécoupage cantonal de 2014, ce sont 34 conseillers qui seront élus au sein des 17 nouveaux cantons de la Nièvre.
| Partis                                   | Sigle | Sigle | Élus |
| ---------------------------------------- | ----- | ----- | ---- |
| Majorité (23 sièges)                     |       |       |      |
| Socialiste et Apparentés                 |       |       |      |
| Parti socialiste                         |       | PS    | 19   |
| Divers gauche                            |       | DVG   | 3    |
| Parti communiste français                |       | PCF   | 1    |
| Opposition (9 sièges)                    |       |       |      |
| Rassemblement pour l’Avenir de la Nièvre |       |       |      |
| Divers droite                            |       | DVD   | 6    |
| Union pour un mouvement populaire        |       | UMP   | 3    |
| Président du conseil général             |       |       |      |
| Patrice Joly (PS)                        |       |       |      |

### Assemblée départementale élue
| Partis                             | Sigle | Sigle | Élus |
| ---------------------------------- | ----- | ----- | ---- |
| Majorité (20 sièges)               |       |       |      |
| Parti socialiste                   |       | PS    | 13   |
| Divers gauche                      |       | DVG   | 7    |
| Opposition (14 sièges)             |       |       |      |
| Divers droite                      |       | DVD   | 9    |
| Union pour un mouvement populaire  |       | UMP   | 5    |
| Président du conseil départemental |       |       |      |
| Patrice Joly (PS)                  |       |       |      |

## Résultats à l'échelle du département

### Résultats par nuances du ministère de l'Intérieur
Les nuances utilisées par le ministère de l'Intérieur ne tiennent pas compte des alliances locales.
| Binômes     | Binômes            | Premier tour | Premier tour | Second tour | Second tour | Sièges |
| Binômes     | Binômes            | Voix         | %            | Voix        | %           | Sièges |
| ----------- | ------------------ | ------------ | ------------ | ----------- | ----------- | ------ |
|             | PS                 | 16 860       | 20,73        | 23 482      | 29,83       | 16     |
|             | DVG                | 8 658        | 10,65        | 5 948       | 7,56        | 4      |
|             | FG                 | 7 517        | 9,24         |             |             |        |
|             | EÉLV               | 1 203        | 1,48         |             |             |        |
|             | PRG                | 358          | 0,44         |             |             |        |
| Gauche      | Gauche             | 34 596       | 42,54        | 29 430      | 37,39       | 20     |
|             |                    |              |              |             |             |        |
|             | UMP                | 11 397       | 14,02        | 13 012      | 16,53       | 8      |
|             | DVD                | 7 886        | 9,70         | 11 221      | 14,25       | 4      |
|             | UDI                | 1 597        | 1,96         | 1 599       | 2,03        | 0      |
|             | Union de la droite | 1 130        | 1,39         |             |             |        |
|             | MoDem              | 279          | 0,34         |             |             |        |
| Droite      | Droite             | 22 289       | 27,41        | 25 832      | 32,81       | 12     |
|             |                    |              |              |             |             |        |
|             | FN                 | 21 252       | 26,13        | 21 346      | 27,12       | 0      |
|             |                    |              |              |             |             |        |
|             | Divers             | 3 181        | 3,91         | 2 111       | 2,68        | 2      |
|             |                    |              |              |             |             |        |
| Inscrits    | Inscrits           | 161 979      | 100,00       | 161 972     | 100,00      |        |
| Abstentions | Abstentions        | 76 132       | 47,00        | 75 090      | 46,36       |        |
| Votants     | Votants            | 85 847       | 53,00        | 86 882      | 53,64       |        |
| Blancs      | Blancs             | 3 193        | 3,72         | 5 866       | 6,75        |        |
| Nuls        | Nuls               | 1 336        | 1,56         | 2 297       | 2,64        |        |
| Exprimés    | Exprimés           | 81 318       | 94,72        | 78 719      | 90,60       |        |

### Résultats par canton
| Canton                     | Conseiller sortant   | Parti                | Parti       | Conseiller élu       | Parti           | Parti           |
| -------------------------- | -------------------- | -------------------- | ----------- | -------------------- | --------------- | --------------- |
| Brinon-sur-Beuvron         | Émile Vieillard      |                      | PS          | Canton supprimé      | Canton supprimé | Canton supprimé |
| La Charité-sur-Loire       | Constantin Rodriguez |                      | PS          | Blandine Delaporte   |                 | PS              |
| La Charité-sur-Loire       | Constantin Rodriguez | Jacques Legrain      | PS          |                      | PS              |                 |
| Château-Chinon             | Henri Malcoiffe      |                      | PS          | Michèle Dardant      |                 | DVG             |
| Château-Chinon             | Henri Malcoiffe      | Patrice Joly         | PS          |                      | PS              |                 |
| Châtillon-en-Bazois        | Bernard Martin       |                      | PS          | Canton supprimé      | Canton supprimé | Canton supprimé |
| Clamecy                    | Jean-Louis Lebeau    |                      | PS          | Catherine Mer        |                 | DVD             |
| Clamecy                    | Jean-Louis Lebeau    | Philippe Nolot       | PS          |                      | UMP             |                 |
| Corbigny                   | Jean-Paul Magnon     |                      | PS          | Fabien Bazin         |                 | PS              |
| Corbigny                   | Jean-Paul Magnon     | Anne Verin           | PS          |                      | DVG             |                 |
| Cosne-Cours-sur-Loire      | Canton créé          | Canton créé          | Canton créé | Anne-Marie Chêne     |                 | UMP             |
| Cosne-Cours-sur-Loire      | Canton créé          | Canton créé          | Canton créé | Michel Veneau        |                 | DVD             |
| Cosne-Cours-sur-Loire-Nord | Michel Poinsard      |                      | PS          | Canton supprimé      | Canton supprimé | Canton supprimé |
| Cosne-Cours-sur-Loire-Sud  | Michel Veneau        |                      | DVD         | Canton supprimé      | Canton supprimé | Canton supprimé |
| Decize                     | Alain Lassus         |                      | PS          | Nathalie Forest      |                 | DVG             |
| Decize                     | Alain Lassus         | Alain Lassus         | PS          |                      | PS              |                 |
| Donzy                      | Thierry Flandin      |                      | DVD         | Canton supprimé      | Canton supprimé | Canton supprimé |
| Dornes                     | Guy Hourcabie        |                      | DVG         | Canton supprimé      | Canton supprimé | Canton supprimé |
| Fourchambault              | Canton créé          | Canton créé          | Canton créé | Stéphanie Bézé       |                 | PS              |
| Fourchambault              | Canton créé          | Canton créé          | Canton créé | Alain Herteloup      |                 | PS              |
| Fours                      | Michel Mulot         |                      | PS          | Canton supprimé      | Canton supprimé | Canton supprimé |
| Guérigny                   | Pascal Reuillard     |                      | PCF         | Jean-Luc Gauthier    |                 | UMP             |
| Guérigny                   | Pascal Reuillard     | Bernadette Larive    | PCF         |                      | DVD             |                 |
| Imphy                      | Georges Eymery       |                      | PS          | Daniel Barbier       |                 | PS              |
| Imphy                      | Georges Eymery       | Joëlle Julien        | PS          |                      | PS              |                 |
| Lormes                     | Fabien Bazin         |                      | PS          | Canton supprimé      | Canton supprimé | Canton supprimé |
| Luzy                       | Jocelyne Guérin      |                      | PS          | Jocelyne Guérin      |                 | PS              |
| Luzy                       | Jocelyne Guérin      | Michel Mulot         | PS          |                      | PS              |                 |
| La Machine                 | Daniel Barbier       |                      | PS          | Canton supprimé      | Canton supprimé | Canton supprimé |
| Montsauche-les-Settons     | Patrice Joly         |                      | PS          | Canton supprimé      | Canton supprimé | Canton supprimé |
| Moulins-Engilbert          | Jacques Guillemain   |                      | DVG         | Canton supprimé      | Canton supprimé | Canton supprimé |
| Nevers-Centre              | Daniel Rostein       |                      | UMP         | Canton supprimé      | Canton supprimé | Canton supprimé |
| Nevers-Est                 | Delphine Fleury      |                      | PS          | Canton supprimé      | Canton supprimé | Canton supprimé |
| Nevers-Nord                | Jean-Louis Balleret  |                      | PS          | Canton supprimé      | Canton supprimé | Canton supprimé |
| Nevers-Sud                 | Yvette Morillon      |                      | PS          | Canton supprimé      | Canton supprimé | Canton supprimé |
| Nevers-1                   | Canton créé          | Canton créé          | Canton créé | Maryse Augendre      |                 | DVG             |
| Nevers-1                   | Canton créé          | Canton créé          | Canton créé | Jean-Louis Balleret  |                 | PS              |
| Nevers-2                   | Canton créé          | Canton créé          | Canton créé | Daniel Bourgeois     |                 | DVG             |
| Nevers-2                   | Canton créé          | Canton créé          | Canton créé | Delphine Fleury      |                 | PS              |
| Nevers-3                   | Canton créé          | Canton créé          | Canton créé | Carole Boirin        |                 | UMP             |
| Nevers-3                   | Canton créé          | Canton créé          | Canton créé | Daniel Rostein       |                 | UMP             |
| Nevers-4                   | Canton créé          | Canton créé          | Canton créé | Myrianne Bertrand    |                 | DVD             |
| Nevers-4                   | Canton créé          | Canton créé          | Canton créé | Philippe Morel       |                 | DVD             |
| Pougues-les-Eaux           | Colette Mongiat      |                      | PS          | Canton supprimé      | Canton supprimé | Canton supprimé |
| Pouilly-sur-Loire          | Hervé Monnerot       |                      | DVD         | Pascale de Mauraige  |                 | DVD             |
| Pouilly-sur-Loire          | Hervé Monnerot       | Thierry Flandin      | DVD         |                      | DVD             |                 |
| Prémery                    | Jacques Legrain      |                      | PS          | Canton supprimé      | Canton supprimé | Canton supprimé |
| Saint-Amand-en-Puisaye     | Pascale de Mauraige  |                      | DVD         | Canton supprimé      | Canton supprimé | Canton supprimé |
| Saint-Benin-d'Azy          | Jean-Luc Gauthier    |                      | UMP         | Canton supprimé      | Canton supprimé | Canton supprimé |
| Saint-Pierre-le-Moûtier    | Christian Barle      |                      | DVD         | Guy Hourcabie        |                 | DVG             |
| Saint-Pierre-le-Moûtier    | Christian Barle      | Vanessa Louis-Sidney | DVD         |                      | DVG             |                 |
| Saint-Saulge               | Bernadette Larive    |                      | DVD         | Canton supprimé      | Canton supprimé | Canton supprimé |
| Tannay                     | Philippe Nolot       |                      | UMP         | Canton supprimé      | Canton supprimé | Canton supprimé |
| Varennes-Vauzelles         | Canton créé          | Canton créé          | Canton créé | Jean-François Dubois |                 | DVD             |
| Varennes-Vauzelles         | Canton créé          | Canton créé          | Canton créé | Fabienne Grandcler   |                 | DVD             |
| Varzy                      | Lucien Larive        |                      | DVG         | Canton supprimé      | Canton supprimé | Canton supprimé |

* Conseillers généraux sortants ne se représentant pas 

## Résultats par canton

### Canton de La Charité-sur-Loire
| Candidats            | Candidats          | Partis      | Partis      | Premier tour | Premier tour | Second tour | Second tour |
| Candidats            | Candidats          | Partis      | Partis      | Voix         | %            | Voix        | %           |
| -------------------- | ------------------ | ----------- | ----------- | ------------ | ------------ | ----------- | ----------- |
| 1                    | Monique Choquel    |             | PCF         | 752          | 13,54        |             |             |
| 1                    | Bernard Dubresson  |             | PCF         | 752          | 13,54        |             |             |
| 2                    | Annie Legrain      |             | UMP         | 1 453        | 26,17        | 1 613       | 27,83       |
| 2                    | Hervé Monnerot*    |             | DVD         | 1 453        | 26,17        | 1 613       | 27,83       |
| 3                    | Cécile Branciat    |             | FN          | 1 656        | 29,83        | 1 768       | 30,51       |
| 3                    | Alexis Richert     |             | FN          | 1 656        | 29,83        | 1 768       | 30,51       |
| 4                    | Blandine Delaporte |             | PS          | 1 691        | 30,46        | 2 414       | 41,66       |
| 4                    | Jacques Legrain    |             | PS          | 1 691        | 30,46        | 2 414       | 41,66       |
|                      |                    |             |             |              |              |             |             |
| Inscrits             | Inscrits           | Inscrits    | Inscrits    | 11 280       | 100,00       | 11 280      | 100,00      |
| Abstentions          | Abstentions        | Abstentions | Abstentions | 5 432        | 48,16        | 5 189       | 46          |
| Votants              | Votants            | Votants     | Votants     | 5 848        | 51,84        | 6 091       | 54          |
| Blancs               | Blancs             | Blancs      | Blancs      | 192          | 3,28         | 195         | 3,2         |
| Nuls                 | Nuls               | Nuls        | Nuls        | 104          | 1,78         | 101         | 1,66        |
| Exprimés             | Exprimés           | Exprimés    | Exprimés    | 5 552        | 94,94        | 5 795       | 95,14       |
| * conseiller sortant |                    |             |             |              |              |             |             |

### Canton de Château-Chinon
| Candidats   | Candidats               | Partis      | Partis      | Premier tour | Premier tour | Second tour | Second tour |
| Candidats   | Candidats               | Partis      | Partis      | Voix         | %            | Voix        | %           |
| ----------- | ----------------------- | ----------- | ----------- | ------------ | ------------ | ----------- | ----------- |
| 1           | Pierre Pautrat          |             | DVD         | 1 067        | 18,71        |             |             |
| 1           | Véronique Vincent       |             | DVD         | 1 067        | 18,71        |             |             |
| 2           | Jean-Max Glorifet       |             | PCF         | 790          | 13,85        |             |             |
| 2           | Martine Lebon-Auribault |             | PCF         | 790          | 13,85        |             |             |
| 3           | Michèle Dardant         |             | DVG         | 2 116        | 37,1         | 3 237       | 58,88       |
| 3           | Patrice Joly            |             | PS          | 2 116        | 37,1         | 3 237       | 58,88       |
| 4           | Harold Blanot           |             | FN          | 1 731        | 30,35        | 2 261       | 41,12       |
| 4           | Isabelle Paques         |             | FN          | 1 731        | 30,35        | 2 261       | 41,12       |
|             |                         |             |             |              |              |             |             |
| Inscrits    | Inscrits                | Inscrits    | Inscrits    | 10 443       | 100,00       | 10 444      | 100,00      |
| Abstentions | Abstentions             | Abstentions | Abstentions | 4 310        | 41,27        | 4 212       | 40,33       |
| Votants     | Votants                 | Votants     | Votants     | 6 133        | 58,73        | 6 232       | 59,67       |
| Blancs      | Blancs                  | Blancs      | Blancs      | 292          | 4,76         | 493         | 7,91        |
| Nuls        | Nuls                    | Nuls        | Nuls        | 137          | 2,23         | 241         | 3,87        |
| Exprimés    | Exprimés                | Exprimés    | Exprimés    | 5 704        | 93,01        | 5 498       | 88,22       |

### Canton de Clamecy
| Candidats            | Candidats             | Partis      | Partis      | Premier tour | Premier tour | Second tour | Second tour |
| Candidats            | Candidats             | Partis      | Partis      | Voix         | %            | Voix        | %           |
| -------------------- | --------------------- | ----------- | ----------- | ------------ | ------------ | ----------- | ----------- |
| 1                    | Catherine Mer         |             | DVD         | 1 855        | 30,36        | 3 437       | 65,57       |
| 1                    | Philippe Nolot        |             | UMP         | 1 855        | 30,36        | 3 437       | 65,57       |
| 2                    | Dominique Martinet    |             | FN          | 1 536        | 25,14        | 1 805       | 34,43       |
| 2                    | Magali Petitjean      |             | FN          | 1 536        | 25,14        | 1 805       | 34,43       |
| 3                    | Thibault Gourdet      |             | GU          | 531          | 8,69         |             |             |
| 3                    | Josiane Magny         |             | PCF         | 531          | 8,69         |             |             |
| 4                    | Jean-Louis Lebeau*    |             | PS          | 1 350        | 22,09        |             |             |
| 4                    | Dominique Petit       |             | DVG         | 1 350        | 22,09        |             |             |
| 5                    | Marie-France Duhamel  |             | DVG         | 839          | 13,73        |             |             |
| 5                    | Jean-Loup Lafeuillade |             | DVG         | 839          | 13,73        |             |             |
|                      |                       |             |             |              |              |             |             |
| Inscrits             | Inscrits              | Inscrits    | Inscrits    | 11 263       | 100,00       | 11 263      | 100,00      |
| Abstentions          | Abstentions           | Abstentions | Abstentions | 4 901        | 43,51        | 5 143       | 45,66       |
| Votants              | Votants               | Votants     | Votants     | 6 362        | 56,49        | 6 120       | 54,34       |
| Blancs               | Blancs                | Blancs      | Blancs      | 147          | 2,31         | 566         | 9,25        |
| Nuls                 | Nuls                  | Nuls        | Nuls        | 104          | 1,63         | 312         | 5,1         |
| Exprimés             | Exprimés              | Exprimés    | Exprimés    | 6 111        | 96,05        | 5 242       | 85,65       |
| * conseiller sortant |                       |             |             |              |              |             |             |

### Canton de Corbigny
| Candidats            | Candidats            | Partis      | Partis      | Premier tour | Premier tour | Second tour | Second tour |
| Candidats            | Candidats            | Partis      | Partis      | Voix         | %            | Voix        | %           |
| -------------------- | -------------------- | ----------- | ----------- | ------------ | ------------ | ----------- | ----------- |
| 1                    | Isabelle Liron       |             | PCF         | 445          | 8,73         |             |             |
| 1                    | Hervé Rivière        |             | PCF         | 445          | 8,73         |             |             |
| 2                    | Maria Breza-Soudan   |             | DVD         | 1 685        | 33,07        | 2 113       | 39,36       |
| 2                    | Jean-Charles Rochard |             | UMP         | 1 685        | 33,07        | 2 113       | 39,36       |
| 3                    | Fabien Bazin*        |             | PS          | 1 674        | 32,86        | 2 135       | 39,77       |
| 3                    | Anne Verin           |             | DVG         | 1 674        | 32,86        | 2 135       | 39,77       |
| 4                    | Céline Apricena      |             | FN          | 1 291        | 25,34        | 1 120       | 20,86       |
| 4                    | Marcel Stephan       |             | FN          | 1 291        | 25,34        | 1 120       | 20,86       |
|                      |                      |             |             |              |              |             |             |
| Inscrits             | Inscrits             | Inscrits    | Inscrits    | 8 980        | 100,00       | 8 980       | 100,00      |
| Abstentions          | Abstentions          | Abstentions | Abstentions | 3 612        | 40,22        | 3 373       | 37,56       |
| Votants              | Votants              | Votants     | Votants     | 5 368        | 59,78        | 5 607       | 62,44       |
| Blancs               | Blancs               | Blancs      | Blancs      | 149          | 2,78         | 149         | 2,66        |
| Nuls                 | Nuls                 | Nuls        | Nuls        | 124          | 2,31         | 90          | 1,61        |
| Exprimés             | Exprimés             | Exprimés    | Exprimés    | 5 095        | 94,91        | 5 368       | 95,74       |
| * conseiller sortant |                      |             |             |              |              |             |             |

### Canton de Cosne-Cours-sur-Loire
| Candidats            | Candidats               | Partis      | Partis      | Premier tour | Premier tour | Second tour | Second tour |
| Candidats            | Candidats               | Partis      | Partis      | Voix         | %            | Voix        | %           |
| -------------------- | ----------------------- | ----------- | ----------- | ------------ | ------------ | ----------- | ----------- |
| 1                    | Isabelle Molina         |             | PCF         | 491          | 8,91         |             |             |
| 1                    | Gilles Page             |             | PCF         | 491          | 8,91         |             |             |
| 2                    | Danièle Pacault         |             | FN          | 1 687        | 30,62        | 1 995       | 38,2        |
| 2                    | Thomas Rolland          |             | FN          | 1 687        | 30,62        | 1 995       | 38,2        |
| 3                    | Marie-Josèphe Alexandre |             | PS          | 1 323        | 24,02        |             |             |
| 3                    | François Laberthe       |             | PS          | 1 323        | 24,02        |             |             |
| 4                    | Anne-Marie Chêne        |             | UMP         | 2 008        | 36,45        | 3 227       | 61,8        |
| 4                    | Michel Veneau*          |             | DVD         | 2 008        | 36,45        | 3 227       | 61,8        |
|                      |                         |             |             |              |              |             |             |
| Inscrits             | Inscrits                | Inscrits    | Inscrits    | 11 335       | 100,00       | 11 335      | 100,00      |
| Abstentions          | Abstentions             | Abstentions | Abstentions | 5 588        | 49,3         | 5 410       | 47,73       |
| Votants              | Votants                 | Votants     | Votants     | 5 747        | 50,7         | 5 925       | 52,27       |
| Blancs               | Blancs                  | Blancs      | Blancs      | 159          | 2,77         | 526         | 8,88        |
| Nuls                 | Nuls                    | Nuls        | Nuls        | 79           | 1,37         | 177         | 2,99        |
| Exprimés             | Exprimés                | Exprimés    | Exprimés    | 5 509        | 95,86        | 5 222       | 88,14       |
| * conseiller sortant |                         |             |             |              |              |             |             |

### Canton de Decize
| Candidats            | Candidats         | Partis      | Partis      | Premier tour | Premier tour | Second tour | Second tour |
| Candidats            | Candidats         | Partis      | Partis      | Voix         | %            | Voix        | %           |
| -------------------- | ----------------- | ----------- | ----------- | ------------ | ------------ | ----------- | ----------- |
| 1                    | Nathalie Forest   |             | DVG         | 1 625        | 42,34        | 2 320       | 62,38       |
| 1                    | Alain Lassus*     |             | PS          | 1 625        | 42,34        | 2 320       | 62,38       |
| 2                    | Olivier Baccaud   |             | UMP         | 697          | 18,16        |             |             |
| 2                    | Laurence Guimard  |             | UMP         | 697          | 18,16        |             |             |
| 3                    | Bernard Chopin    |             | PCF         | 412          | 10,73        |             |             |
| 3                    | Madeleine Rustuel |             | PCF         | 412          | 10,73        |             |             |
| 4                    | Hervé Burgunder   |             | FN          | 1 104        | 28,76        | 1 399       | 37,62       |
| 4                    | Carole Petit      |             | FN          | 1 104        | 28,76        | 1 399       | 37,62       |
|                      |                   |             |             |              |              |             |             |
| Inscrits             | Inscrits          | Inscrits    | Inscrits    | 8 379        | 100,00       | 8 379       | 100,00      |
| Abstentions          | Abstentions       | Abstentions | Abstentions | 4 283        | 51,12        | 4 160       | 49,65       |
| Votants              | Votants           | Votants     | Votants     | 4 096        | 48,88        | 4 219       | 50,35       |
| Blancs               | Blancs            | Blancs      | Blancs      | 158          | 3,86         | 306         | 7,25        |
| Nuls                 | Nuls              | Nuls        | Nuls        | 100          | 2,44         | 194         | 4,6         |
| Exprimés             | Exprimés          | Exprimés    | Exprimés    | 3 838        | 93,7         | 3 719       | 88,15       |
| * conseiller sortant |                   |             |             |              |              |             |             |

### Canton de Fourchambault
| Candidats   | Candidats            | Partis      | Partis      | Premier tour | Premier tour | Second tour | Second tour |
| Candidats   | Candidats            | Partis      | Partis      | Voix         | %            | Voix        | %           |
| ----------- | -------------------- | ----------- | ----------- | ------------ | ------------ | ----------- | ----------- |
| 1           | Kathy Apricena       |             | FN          | 1 192        | 28,41        | 1 699       | 41,17       |
| 1           | Stéphane Somazzi     |             | FN          | 1 192        | 28,41        | 1 699       | 41,17       |
| 2           | Claire Guenot        |             | DIV         | 627          | 14,94        |             |             |
| 2           | Gilles Morini        |             | DIV         | 627          | 14,94        |             |             |
| 3           | Cédrik Perget        |             | DVD         | 636          | 15,16        |             |             |
| 3           | Élodie Pesson        |             | DVD         | 636          | 15,16        |             |             |
| 4           | Colette Boch         |             | PCF         | 617          | 14,70        |             |             |
| 4           | Lionel Lima          |             | PCF         | 617          | 14,70        |             |             |
| 5           | Stéphanie Bézé       |             | PS          | 925          | 22,04        | 2 428       | 58,83       |
| 5           | Alain Herteloup      |             | PS          | 925          | 22,04        | 2 428       | 58,83       |
| 6           | Geneviève Girault    |             | EÉLV        | 199          | 4,74         |             |             |
| 6           | Christophe Schweizer |             | ND          | 199          | 4,74         |             |             |
|             |                      |             |             |              |              |             |             |
| Inscrits    | Inscrits             | Inscrits    | Inscrits    | 9 429        | 100,00       | 9 429       | 100,00      |
| Abstentions | Abstentions          | Abstentions | Abstentions | 4 982        | 52,84        | 4 723       | 50,09       |
| Votants     | Votants              | Votants     | Votants     | 4 447        | 47,16        | 4 706       | 49,91       |
| Blancs      | Blancs               | Blancs      | Blancs      | 173          | 3,89         | 365         | 7,76        |
| Nuls        | Nuls                 | Nuls        | Nuls        | 78           | 1,75         | 214         | 4,55        |
| Exprimés    | Exprimés             | Exprimés    | Exprimés    | 4 196        | 94,36        | 4 127       | 87,7        |

### Canton de Guérigny
| Candidats            | Candidats             | Partis      | Partis      | Premier tour | Premier tour | Second tour | Second tour |
| Candidats            | Candidats             | Partis      | Partis      | Voix         | %            | Voix        | %           |
| -------------------- | --------------------- | ----------- | ----------- | ------------ | ------------ | ----------- | ----------- |
| 1                    | Delphine Got          |             | FN          | 1 434        | 23,03        | 1 364       | 21          |
| 1                    | Guillaume Vergneaux   |             | FN          | 1 434        | 23,03        | 1 364       | 21          |
| 2                    | Wilfried Gay          |             | PCF         | 453          | 7,27         |             |             |
| 2                    | Isabelle Thillier     |             | PCF         | 453          | 7,27         |             |             |
| 3                    | Jean-Luc Gauthier*    |             | UMP         | 2 181        | 35,02        | 2 674       | 41,16       |
| 3                    | Bernadette Larive     |             | DVD         | 2 181        | 35,02        | 2 674       | 41,16       |
| 4                    | Virginie Charrière    |             | EÉLV        | 447          | 7,18         |             |             |
| 4                    | Gilles Devienne       |             | EÉLV        | 447          | 7,18         |             |             |
| 5                    | Marie-Christine Amiot |             | PS          | 1 712        | 27,49        | 2 458       | 37,84       |
| 5                    | Jean-Pierre Chateau   |             | DVG         | 1 712        | 27,49        | 2 458       | 37,84       |
|                      |                       |             |             |              |              |             |             |
| Inscrits             | Inscrits              | Inscrits    | Inscrits    | 11 099       | 100,00       | 11 098      | 100,00      |
| Abstentions          | Abstentions           | Abstentions | Abstentions | 4 578        | 41,25        | 4 284       | 38,6        |
| Votants              | Votants               | Votants     | Votants     | 6 521        | 58,75        | 6 814       | 61,4        |
| Blancs               | Blancs                | Blancs      | Blancs      | 156          | 2,39         | 217         | 3,18        |
| Nuls                 | Nuls                  | Nuls        | Nuls        | 138          | 2,12         | 101         | 1,48        |
| Exprimés             | Exprimés              | Exprimés    | Exprimés    | 6 227        | 95,49        | 6 496       | 95,33       |
| * conseiller sortant |                       |             |             |              |              |             |             |

### Canton d'Imphy
| Candidats            | Candidats                | Partis      | Partis      | Premier tour | Premier tour | Second tour | Second tour |
| Candidats            | Candidats                | Partis      | Partis      | Voix         | %            | Voix        | %           |
| -------------------- | ------------------------ | ----------- | ----------- | ------------ | ------------ | ----------- | ----------- |
| 1                    | Caroline Bas             |             | FN          | 1 051        | 29,04        | 1 349       | 37,72       |
| 1                    | Jacques Cordier          |             | FN          | 1 051        | 29,04        | 1 349       | 37,72       |
| 2                    | Nicole Henri             |             | UMP         | 537          | 14,84        |             |             |
| 2                    | Jean-Baptiste Montarnier |             | UMP         | 537          | 14,84        |             |             |
| 3                    | Daniel Barbier*          |             | PS          | 1 580        | 43,66        | 2 227       | 62,28       |
| 3                    | Joëlle Julien            |             | PS          | 1 580        | 43,66        | 2 227       | 62,28       |
| 4                    | Marie-José Chabannes     |             | PCF         | 451          | 12,46        |             |             |
| 4                    | Bernard Daguin           |             | PCF         | 451          | 12,46        |             |             |
|                      |                          |             |             |              |              |             |             |
| Inscrits             | Inscrits                 | Inscrits    | Inscrits    | 8 142        | 100,00       | 8 142       | 100,00      |
| Abstentions          | Abstentions              | Abstentions | Abstentions | 4 328        | 53,16        | 4 170       | 51,22       |
| Votants              | Votants                  | Votants     | Votants     | 3 814        | 46,84        | 3 972       | 48,78       |
| Blancs               | Blancs                   | Blancs      | Blancs      | 116          | 3,04         | 217         | 5,46        |
| Nuls                 | Nuls                     | Nuls        | Nuls        | 79           | 2,07         | 179         | 4,51        |
| Exprimés             | Exprimés                 | Exprimés    | Exprimés    | 3 619        | 94,89        | 3 576       | 90,03       |
| * conseiller sortant |                          |             |             |              |              |             |             |

### Canton de Luzy
| Candidats            | Candidats               | Partis      | Partis      | Premier tour | Premier tour | Second tour | Second tour |
| Candidats            | Candidats               | Partis      | Partis      | Voix         | %            | Voix        | %           |
| -------------------- | ----------------------- | ----------- | ----------- | ------------ | ------------ | ----------- | ----------- |
| 1                    | Marie-Hélène de Almeida |             | FN          | 1 219        | 21,56        |             |             |
| 1                    | Frédéric Foucault       |             | FN          | 1 219        | 21,56        |             |             |
| 2                    | André Large             |             | PCF         | 475          | 8,40         |             |             |
| 2                    | Danièle Morlet          |             | PCF         | 475          | 8,40         |             |             |
| 3                    | Ginette Domart          |             | DVD         | 1 371        | 24,25        | 2 179       | 40,25       |
| 3                    | Claude Royé             |             | DVD         | 1 371        | 24,25        | 2 179       | 40,25       |
| 4                    | Jocelyne Guerin*        |             | PS          | 2 589        | 45,79        | 3 235       | 59,75       |
| 4                    | Michel Mulot            |             | PS          | 2 589        | 45,79        | 3 235       | 59,75       |
|                      |                         |             |             |              |              |             |             |
| Inscrits             | Inscrits                | Inscrits    | Inscrits    | 10 077       | 100,00       | 10 073      | 100,00      |
| Abstentions          | Abstentions             | Abstentions | Abstentions | 4 050        | 40,19        | 4 119       | 40,89       |
| Votants              | Votants                 | Votants     | Votants     | 6 027        | 59,81        | 5 954       | 59,11       |
| Blancs               | Blancs                  | Blancs      | Blancs      | 206          | 3,42         | 299         | 5,02        |
| Nuls                 | Nuls                    | Nuls        | Nuls        | 167          | 2,77         | 241         | 4,05        |
| Exprimés             | Exprimés                | Exprimés    | Exprimés    | 5 654        | 93,81        | 5 414       | 90,93       |
| * conseiller sortant |                         |             |             |              |              |             |             |

### Canton de Nevers-1
| Candidats   | Candidats           | Partis      | Partis      | Premier tour | Premier tour | Second tour | Second tour |
| Candidats   | Candidats           | Partis      | Partis      | Voix         | %            | Voix        | %           |
| ----------- | ------------------- | ----------- | ----------- | ------------ | ------------ | ----------- | ----------- |
| 1           | Damien Baudry       |             | FN          | 886          | 22,61        |             |             |
| 1           | Jennifer Verrain    |             | FN          | 886          | 22,61        |             |             |
| 2           | Pierrette Concile   |             | DVD         | 1 067        | 27,23        | 1 599       | 43,62       |
| 2           | Jean-Luc Martinat   |             | DVD         | 1 067        | 27,23        | 1 599       | 43,62       |
| 3           | Maryse Augendre     |             | DVG         | 1 394        | 35,57        | 2 067       | 56,38       |
| 3           | Jean-Louis Balleret |             | PS          | 1 394        | 35,57        | 2 067       | 56,38       |
| 4           | Didier Bourotte     |             | PCF         | 321          | 8,19         |             |             |
| 4           | Myriam Lassalle     |             | PCF         | 321          | 8,19         |             |             |
| 5           | Émilien Court       |             | ND          | 251          | 6,40         |             |             |
| 5           | Sandra Pardal       |             | EÉLV        | 251          | 6,40         |             |             |
|             |                     |             |             |              |              |             |             |
| Inscrits    | Inscrits            | Inscrits    | Inscrits    | 8 808        | 100,00       | 8 808       | 100,00      |
| Abstentions | Abstentions         | Abstentions | Abstentions | 4 631        | 52,58        | 4 637       | 52,65       |
| Votants     | Votants             | Votants     | Votants     | 4 177        | 47,42        | 4 171       | 47,35       |
| Blancs      | Blancs              | Blancs      | Blancs      | 235          | 5,63         | 435         | 10,43       |
| Nuls        | Nuls                | Nuls        | Nuls        | 23           | 0,55         | 70          | 1,68        |
| Exprimés    | Exprimés            | Exprimés    | Exprimés    | 3 919        | 93,82        | 3 666       | 87,89       |

### Canton de Nevers-2
| Candidats   | Candidats            | Partis      | Partis      | Premier tour | Premier tour | Second tour | Second tour |
| Candidats   | Candidats            | Partis      | Partis      | Voix         | %            | Voix        | %           |
| ----------- | -------------------- | ----------- | ----------- | ------------ | ------------ | ----------- | ----------- |
| 1           | Bruno Benchemakh     |             | UDI         | 530          | 16,08        |             |             |
| 1           | Bozena Plet          |             | UDI         | 530          | 16,08        |             |             |
| 2           | Marie-Claude Clément |             | FN          | 1 039        | 31,53        | 1 416       | 42,64       |
| 2           | Christophe Gaillard  |             | FN          | 1 039        | 31,53        | 1 416       | 42,64       |
| 3           | François Diot        |             | PCF         | 324          | 9,83         |             |             |
| 3           | Géraldine Geoffroy   |             | PCF         | 324          | 9,83         |             |             |
| 4           | Christian Demaillet  |             | DVG         | 439          | 13,32        |             |             |
| 4           | Florence Ombret      |             | DVG         | 439          | 13,32        |             |             |
| 5           | Daniel Bourgeois     |             | DVG         | 963          | 29,23        | 1 905       | 57,36       |
| 5           | Delphine Fleury      |             | PS          | 963          | 29,23        | 1 905       | 57,36       |
|             |                      |             |             |              |              |             |             |
| Inscrits    | Inscrits             | Inscrits    | Inscrits    | 7 937        | 100,00       | 7 937       | 100,00      |
| Abstentions | Abstentions          | Abstentions | Abstentions | 4 391        | 55,32        | 4 159       | 52,4        |
| Votants     | Votants              | Votants     | Votants     | 3 546        | 44,68        | 3 778       | 47,6        |
| Blancs      | Blancs               | Blancs      | Blancs      | 215          | 6,06         | 402         | 10,64       |
| Nuls        | Nuls                 | Nuls        | Nuls        | 36           | 1,02         | 55          | 1,46        |
| Exprimés    | Exprimés             | Exprimés    | Exprimés    | 3 295        | 92,92        | 3 321       | 87,9        |

### Canton de Nevers-3
| Candidats   | Candidats               | Partis      | Partis      | Premier tour | Premier tour | Second tour | Second tour |
| Candidats   | Candidats               | Partis      | Partis      | Voix         | %            | Voix        | %           |
| ----------- | ----------------------- | ----------- | ----------- | ------------ | ------------ | ----------- | ----------- |
| 1           | Carole Boirin           |             | UMP         | 894          | 26,07        | 2 061       | 71          |
| 1           | Daniel Rostein          |             | UMP         | 894          | 26,07        | 2 061       | 71          |
| 2           | Jacqueline Cifelli      |             | PCF         | 310          | 9,04         |             |             |
| 2           | Guillaume Herrero       |             | PCF         | 310          | 9,04         |             |             |
| 3           | Sylvie Dupart Muzerelle |             | EÉLV        | 556          | 16,21        |             |             |
| 3           | Wilfrid Sejeau          |             | EÉLV        | 556          | 16,21        |             |             |
| 4           | Michel Estorge          |             | PRG         | 358          | 10,44        |             |             |
| 4           | Sidy Rottemberg         |             | PRG         | 358          | 10,44        |             |             |
| 5           | Catherine Bessemoulin   |             | DIV         | 616          | 17,96        |             |             |
| 5           | Nicolas Loisy           |             | DIV         | 616          | 17,96        |             |             |
| 6           | Roland Ducout           |             | FN          | 695          | 20,27        | 842         | 29          |
| 6           | Anaïs Lyon              |             | FN          | 695          | 20,27        | 842         | 29          |
|             |                         |             |             |              |              |             |             |
| Inscrits    | Inscrits                | Inscrits    | Inscrits    | 7 977        | 100,00       | 7 977       | 100,00      |
| Abstentions | Abstentions             | Abstentions | Abstentions | 4 337        | 54,37        | 4 408       | 55,26       |
| Votants     | Votants                 | Votants     | Votants     | 3 640        | 45,63        | 3 569       | 44,74       |
| Blancs      | Blancs                  | Blancs      | Blancs      | 195          | 5,36         | 622         | 17,43       |
| Nuls        | Nuls                    | Nuls        | Nuls        | 16           | 0,44         | 44          | 1,23        |
| Exprimés    | Exprimés                | Exprimés    | Exprimés    | 3 429        | 94,2         | 2 903       | 81,34       |

### Canton de Nevers-4
| Candidats   | Candidats            | Partis      | Partis      | Premier tour | Premier tour | Second tour | Second tour |
| Candidats   | Candidats            | Partis      | Partis      | Voix         | %            | Voix        | %           |
| ----------- | -------------------- | ----------- | ----------- | ------------ | ------------ | ----------- | ----------- |
| 1           | Pierre Apricena      |             | FN          | 543          | 18,38        |             |             |
| 1           | Sabine Pascal        |             | FN          | 543          | 18,38        |             |             |
| 2           | Jimmy Derouault      |             | PCF         | 351          | 11,88        |             |             |
| 2           | Béatrice Garcher     |             | PCF         | 351          | 11,88        |             |             |
| 3           | Bruno Franchini      |             | UDI         | 494          | 16,72        |             |             |
| 3           | Patricia Gaudry      |             | UMP         | 494          | 16,72        |             |             |
| 4           | Salaheddine Hamdaoui |             | PS          | 892          | 30,20        | 1 376       | 48,18       |
| 4           | Pascale Massicot     |             | PS          | 892          | 30,20        | 1 376       | 48,18       |
| 5           | Myrianne Bertrand    |             | DVD         | 674          | 22,82        | 1 480       | 51,82       |
| 5           | Philippe Morel       |             | DVD         | 674          | 22,82        | 1 480       | 51,82       |
|             |                      |             |             |              |              |             |             |
| Inscrits    | Inscrits             | Inscrits    | Inscrits    | 7 314        | 100,00       | 7 314       | 100,00      |
| Abstentions | Abstentions          | Abstentions | Abstentions | 4 127        | 56,43        | 4 075       | 55,72       |
| Votants     | Votants              | Votants     | Votants     | 3 187        | 43,57        | 3 239       | 44,28       |
| Blancs      | Blancs               | Blancs      | Blancs      | 233          | 7,31         | 383         | 11,82       |
| Nuls        | Nuls                 | Nuls        | Nuls        | 0            | 0,00         | 0           | 0,00        |
| Exprimés    | Exprimés             | Exprimés    | Exprimés    | 2 954        | 92,69        | 2 856       | 88,18       |

### Canton de Pouilly-sur-Loire
| Candidats            | Candidats              | Partis      | Partis      | Premier tour | Premier tour | Second tour | Second tour |
| Candidats            | Candidats              | Partis      | Partis      | Voix         | %            | Voix        | %           |
| -------------------- | ---------------------- | ----------- | ----------- | ------------ | ------------ | ----------- | ----------- |
| 1                    | Jean-Marc Gondard      |             | PCF         | 530          | 8,16         |             |             |
| 1                    | Sylvie Marion          |             | PCF         | 530          | 8,16         |             |             |
| 2                    | Florence Lassarre      |             | FN          | 1 870        | 28,78        | 2 112       | 34,86       |
| 2                    | José Olivares Villegat |             | FN          | 1 870        | 28,78        | 2 112       | 34,86       |
| 3                    | Pascale Grosjean       |             | DVG         | 1 023        | 15,74        |             |             |
| 3                    | François Renaudin      |             | DVG         | 1 023        | 15,74        |             |             |
| 4                    | Pascale de Mauraige*   |             | DVD         | 3 075        | 47,32        | 3 946       | 65,14       |
| 4                    | Thierry Flandin        |             | DVD         | 3 075        | 47,32        | 3 946       | 65,14       |
|                      |                        |             |             |              |              |             |             |
| Inscrits             | Inscrits               | Inscrits    | Inscrits    | 11 991       | 100,00       | 11 990      | 100,00      |
| Abstentions          | Abstentions            | Abstentions | Abstentions | 5 237        | 43,67        | 5 344       | 44,57       |
| Votants              | Votants                | Votants     | Votants     | 6 754        | 56,33        | 6 646       | 55,43       |
| Blancs               | Blancs                 | Blancs      | Blancs      | 190          | 2,81         | 403         | 6,06        |
| Nuls                 | Nuls                   | Nuls        | Nuls        | 66           | 0,98         | 185         | 2,78        |
| Exprimés             | Exprimés               | Exprimés    | Exprimés    | 6 498        | 96,21        | 6 058       | 91,15       |
| * conseiller sortant |                        |             |             |              |              |             |             |

### Canton de Saint-Pierre-le-Moûtier
| Candidats            | Candidats              | Partis      | Partis      | Premier tour | Premier tour | Second tour | Second tour |
| Candidats            | Candidats              | Partis      | Partis      | Voix         | %            | Voix        | %           |
| -------------------- | ---------------------- | ----------- | ----------- | ------------ | ------------ | ----------- | ----------- |
| 1                    | Christian Barle*       |             | DVD         | 1 081        | 28,01        | 1 502       | 36,98       |
| 1                    | Nicole Robert          |             | DVD         | 1 081        | 28,01        | 1 502       | 36,98       |
| 2                    | Marie-Christine Delsol |             | PCF         | 268          | 6,94         |             |             |
| 2                    | Jacky Merlin           |             | PCF         | 268          | 6,94         |             |             |
| 3                    | Claire Carlier         |             | DIV         | 279          | 7,23         |             |             |
| 3                    | Arnaud Debaralle       |             | DIV         | 279          | 7,23         |             |             |
| 4                    | Roger Chocat           |             | PVB         | 286          | 7,41         |             |             |
| 4                    | Lisiane Delbet         |             | PVB         | 286          | 7,41         |             |             |
| 5                    | Claude Lassarre        |             | FN          | 952          | 24,66        | 999         | 24,59       |
| 5                    | Claude Roy             |             | FN          | 952          | 24,66        | 999         | 24,59       |
| 6                    | Guy Hourcabie*         |             | DVG         | 994          | 25,75        | 1 561       | 38,43       |
| 6                    | Vanessa Louis-Sidney   |             | DVG         | 994          | 25,75        | 1 561       | 38,43       |
|                      |                        |             |             |              |              |             |             |
| Inscrits             | Inscrits               | Inscrits    | Inscrits    | 7 611        | 100,00       | 7 610       | 100,00      |
| Abstentions          | Abstentions            | Abstentions | Abstentions | 3 599        | 47,29        | 3 348       | 43,99       |
| Votants              | Votants                | Votants     | Votants     | 4 012        | 52,71        | 4 262       | 56,01       |
| Blancs               | Blancs                 | Blancs      | Blancs      | 97           | 2,42         | 134         | 3,14        |
| Nuls                 | Nuls                   | Nuls        | Nuls        | 55           | 1,37         | 66          | 1,55        |
| Exprimés             | Exprimés               | Exprimés    | Exprimés    | 3 860        | 96,21        | 4 062       | 95,31       |
| * conseiller sortant |                        |             |             |              |              |             |             |

### Canton de Varennes-Vauzelles
| Candidats   | Candidats            | Partis      | Partis      | Premier tour | Premier tour | Second tour | Second tour |
| Candidats   | Candidats            | Partis      | Partis      | Voix         | %            | Voix        | %           |
| ----------- | -------------------- | ----------- | ----------- | ------------ | ------------ | ----------- | ----------- |
| 1           | Françoise Brossard   |             | UMP         | 723          | 12,25        |             |             |
| 1           | Patrick Frison       |             | UMP         | 723          | 12,25        |             |             |
| 2           | Jean-François Dubois |             | DVD         | 1 652        | 27,99        | 2 111       | 39,13       |
| 2           | Fabienne Grandcler   |             | DVD         | 1 652        | 27,99        | 2 111       | 39,13       |
| 3           | Serge Arriat         |             | FN          | 1 378        | 23,35        | 1 217       | 22,56       |
| 3           | Claire Richert       |             | FN          | 1 378        | 23,35        | 1 217       | 22,56       |
| 4           | Lionel Lecher        |             | PCF         | 2 150        | 36,43        | 2 067       | 38,31       |
| 4           | Martine Renault      |             | PS          | 2 150        | 36,43        | 2 067       | 38,31       |
|             |                      |             |             |              |              |             |             |
| Inscrits    | Inscrits             | Inscrits    | Inscrits    | 9 915        | 100,00       | 9 915       | 100,00      |
| Abstentions | Abstentions          | Abstentions | Abstentions | 3 697        | 37,29        | 4 340       | 43,77       |
| Votants     | Votants              | Votants     | Votants     | 6 218        | 62,71        | 5 575       | 56,23       |
| Blancs      | Blancs               | Blancs      | Blancs      | 184          | 2,96         | 101         | 1,81        |
| Nuls        | Nuls                 | Nuls        | Nuls        | 132          | 2,12         | 79          | 1,42        |
| Exprimés    | Exprimés             | Exprimés    | Exprimés    | 5 902        | 94,92        | 5 395       | 96,77       |